# Nógrádi Béla
Nógrádi Béla (Neubert?, Budapest, 1905. május 7. – 1966. június 7., Tampa, Florida, Amerikai Egyesült Államok) magyar író, újságíró.
1939-ben vándorolt ki az Egyesült Államokba. 1959-ig a clevelandi Szabadság című lap belső munkatársa volt, de írásai megjelentek az Amerikai Magyar Népszava és az Amerikai Magyar Világ hasábjain is. Később motelt nyitott Tampában, majd egy kalandregény-kiadó vállalatot alapított.

## Művei
- Az aszfalt katonái
- Karnevál, Budapest, 1933, 63 oldal, Gong 50.

A Világvárosi Regények sorozatban megjelent kisregényei:
- Knock out, 172. szám, 1935
- Bűnös vagyok, 181. szám, 1935
- A frakkos ragadozó, 215. szám, 1935
- A züllött fiú, 251. szám, 1936
- A fehér légió, 266. szám, 1936
- A gépember szíve, 277. szám, 1936
- Fóka a gyöngyhalász, 310. szám, 1936
- Áprilisi tréfa, 323. szám, 1936
- A motor hőse, 337. szám, 1936
- Zárt tárgyalás, 362. szám, 1937
- Hotel Negró, 380. szám, 1937
- A lukas zseb, 396. szám, 1937
- A táncosnő hozománya, 425. szám, 1937
- A féltékenység iskolája,[1] 444. szám, 1937
- A sárga Jack, 465. szám, 1937
- Nincs megállás, 481. szám, 1938
- A halott üzen..., 503. szám, 1938
- Amíg a készlet tart, 509. szám, 1938
- Kettős szereposztás, 525. szám, 1938
- A becsületes tolvaj, 555. szám, 1938
- Gumiháború Borneóban, 564. szám, 1938
- A piros folt, 580. szám, 1938
- A botrányhős,[2] 594. szám, 1939
- Végállomás az őserdőben, 609. szám, 1939
- A borneói orvos, 621. szám, 1939
- Különös vadászat, 635. szám, 1939
- Trónviszály Afrikában, 656. szám, 1939
- A pokol zsoldosai, 662. szám, 1939

A Világvárosi Regények háború utáni izraeli kiadásain kívül két regénye héber nyelven is megjelent Tel-Avivban.
1995-ben Újvidéken pedig A borneói orvos is újra megjelent a Pandora kiadó gondozásában (Pandora regénytár, 2. - Elbeszélések)